# Кушир занурений
{{#ifeq:0|0|{{#if:|{{#if:Ceratophyllumdemersum|[[]}}|}}}}
Кушир занурений (Ceratophyllum demersum) — багаторічна водяна рослина, найпоширеніший вид куширів — зустрічається на всіх континентах, крім Антарктиди.

## Ботанічні характеристики

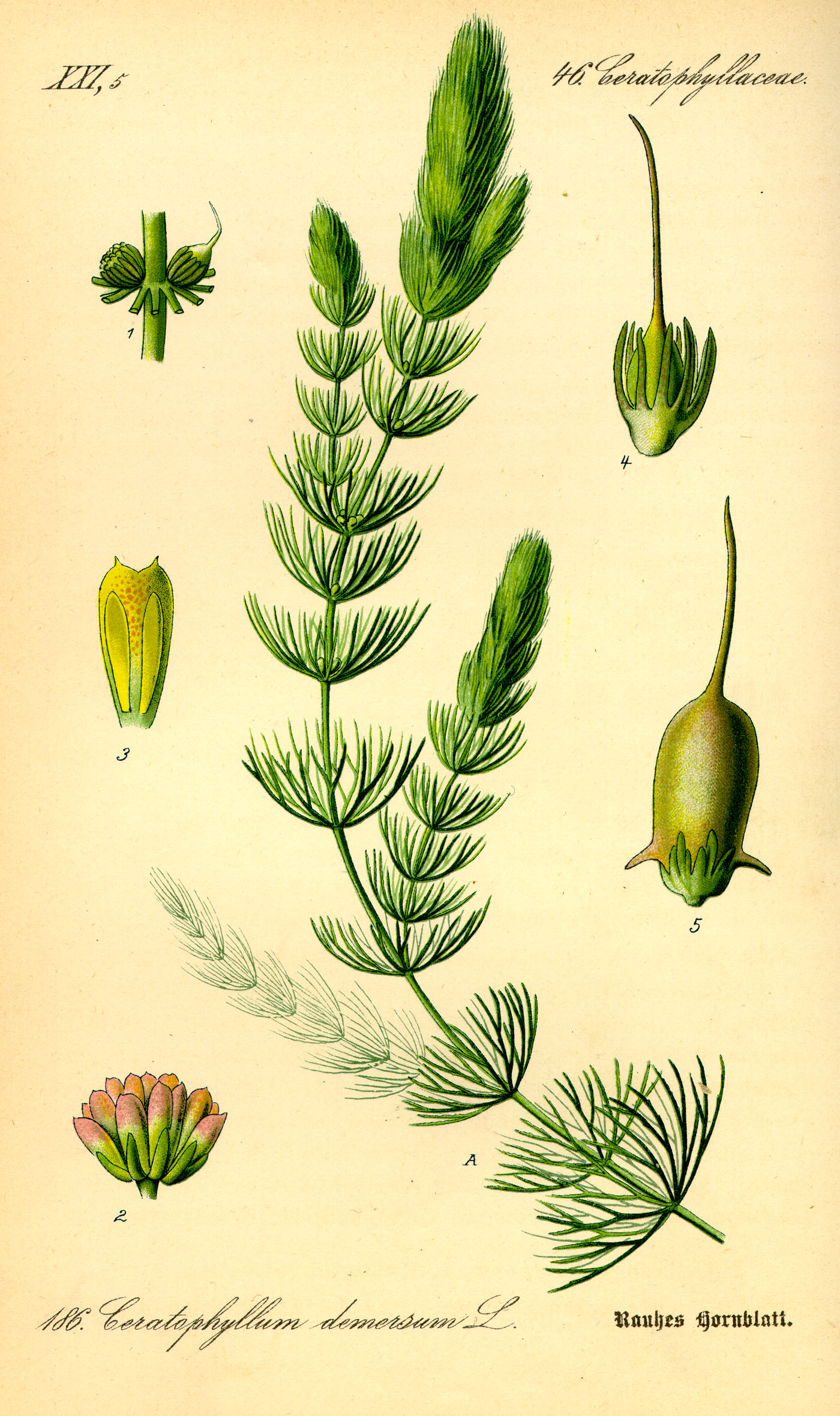
Роголисник занурений в книзі Отто Томе «Флора Німеччини, Австрії та Швейцарії», 1885

Може рости на великій глибині — до 9 метрів. Стебло — довге, тонке, у верхній частині — гіллясте, всипане маленьким голкоподібним листям яскраво- або темно-зеленого кольору.
Коренів у куширу немає. Його роль виконують особливі бліді, майже безбарвні гілки в нижній частині стебла. Вони проникають в мул і, як якорі, утримують рослину. Поживні (мінеральні) речовини поглинає вся поверхня рослини: і стебло, і листя, а не коріння, як у більшості інших рослин.
Квітки — дрібні, ледве помітні, без пелюсток. Тичинкові і маточкові квітки розташовані на одній рослині.
Кушир все життя проводить у воді, запилюється — теж під водою. Дозріваючи, тичинки відділяються від квітки і спливають на поверхню, де пилок висипається з пиляків. Пилок важчий за воду, тому опускається і потрапляє на приймочки маточок. Водне запилення — рідкісне явище у світі рослин.
Плід — горішок, має три шиповидні виступи.
Кушир занурений — багаторічна рослина. Восени, коли температура знижується до 12—14°С, більша частина рослини відмирає, а верхівки пагонів з бруньками опускаються на дно водойми, де і зимують.
Росте як на сонці, так і в тіні, але яскравого сонячного світла не любить. Прагне «піти» на глибину або в тінь дерев, що ростуть на березі. Мешкає у водоймах із стоячою або повільно проточною водою. Найкраще росте у помірно жорсткій воді, що має нейтральну або слаболужну реакцію. Дуже невибагливий. Добре витримує широкий діапазон температур — від 12 до 30°С, але в теплій воді розвивається значно швидше.
Кушир занурений зустрічається на всіх континентах, крім Антарктиди. Інколи витісняє з водоймища інші рослини. По річці, яка заросла роголисником, нерідко важко плисти на човні.

## Значення
Підводні луки з куширу відіграють важливу роль в житті водойми. Вони слугують притулком для риб і дрібних безхребетних. Також очищають воду і насичують її киснем.
Куширом харчуються деякі риби, равлики; він також придатний для використання в акваріумах.
Кушир занурений і препарати з нього в народній медицині застосовували при жовтяниці, артеріальній гіпертонії, укусах отруйних комах, при кривавій блювоті, як пом'якшувальні та жарознижувальні засоби, в тому числі при малярії.